# Computadora LEO

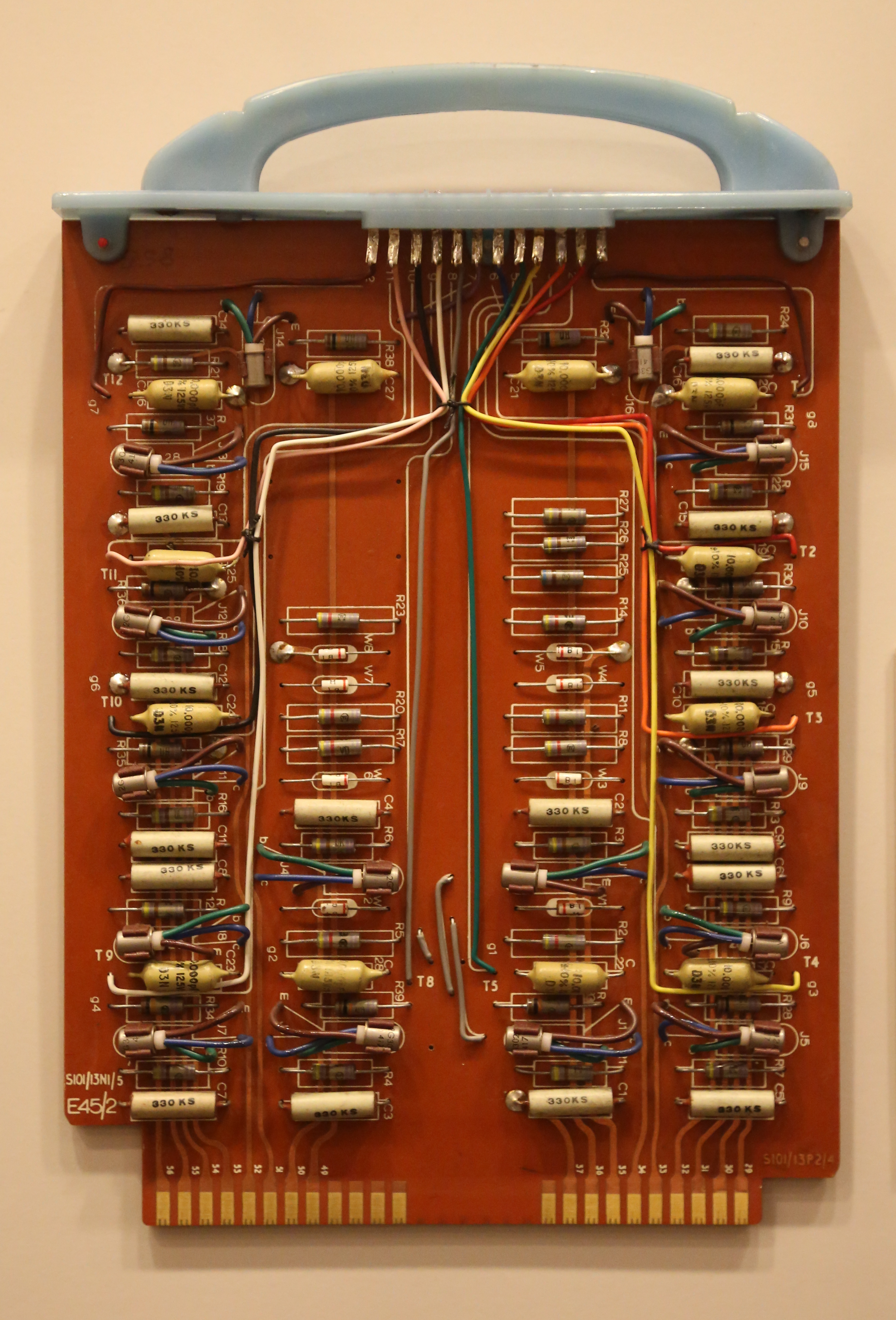
Foto de una placa de circuito de la computadora LEO III.

La computadora LEO, también conocida como LEO I, aunque usualmente considerado como el primer ordenador comercial de la historia, realmente este mérito lo tiene la Z4 que se le adelantó unos meses. Pero esta era relamente mejor máquina y supuso un antes y un después en la historia de la computación. 
Hace más de 50 años, en el 1951, LEO I (Lyons Electronic Office I), se convirtió en la primera computadora de la historia destinada a los negocios.  
Esta fue diseñada por Oliver Standingford y Raymond Thompson de J. Lyons & Company. No obstante, su predecesor es la computadora EDSAC, ideada y creada por la Universidad de Cambridge. Esta permitió una "inspiración" en el diseño de LEO a cambio de cierta ayuda económica. 
LEO I puso en funcionamiento su primera aplicación de negocios en 1951.  

## Historia

### Antecedentes
El origen de este ordenador se remonta a la década de los años 20, cuando la empresa alimentaria británica, J. Lyons & Co, contrató a un joven recién graduado en el grado de matemáticas por la Universidad de Cambridge, John Simmons. La labor pensada para él era supervisar la organización de los procesos comerciales y, la información de gestión. El matemático cumplió su trabajo y estableció una serie de innovaciones para modernizar estos procedimientos tradicionales que utilizaban. 
Esto provocó que en el año 1932, la empresa crease la oficina de investigación de sistemas.
En el año 1947, la empresa envió dos de sus altos directivos, Oliver Standingford y Raymond Thompson, a los Estados Unidos para buscar nuevos métodos de negocio después de la Segunda Guerra Mundial. 
En aquel viaje vieron los primeros ordenador eléctricos, como el ENIAC. Seguidamente, vieron el potencial que estos tenían para resolver problemas de contabilidad o hacer procesos de una forma automática más rápida. 

### Colaboración con EDSAC
Mientras tanto, la Universidad de Cambridge estaba trabajando en el desarrollo de otra computadora general, el EDSAC, con cuyo desarrollo colaborarían. 
En su regreso de Estados Unidos, Standingford y Thompson visitaron a los informáticos Hartree y Wilkes en Cambridge.Estos se quedaron impresionados con su experiencia técnica y su visión. 
Hartree y Wilkes estimaron que EDSAC estaría finalizada de doce a dieciocho meses. No obstante, explicó que este periodo de tiempo podría acortarse si dispusieran de financiación adicional. 
Standingford y Thompson escribieron un informe a la junta de Lyons. En él explicaban que la compañía Lyons debería adquirir o construir una computadora para satisfacer sus necesidades de negocio.  
La junta acordó que, como primer paso, Lyons proporcionaría a Hartree y Wilkes £3,000 para la financiación del proyecto EDSAC.Además, se les proporcionaría los servicios de un ingeniero eléctrico de Lyons, llamado Ernest Lenaerts. 
EDSAC estuvo lista y manejando su primer programa en mayo del 1949.

### Creación de LEO
Tras la finalización con éxito de EDSAC, la junta de Lyons acordó el inicio de la construcción de su propia máquina. Esta máquina estaría basada en el diseño de EDSAC.
La máquina de Lyons se bautizó con el nombre de Lyons Electronic Office (LEO). Por recomendación de Wilkes, Lyons reclutó a Jonh Pinkerton, un ingeniero de radar y estudiante de investigación en Cambridge. Pinkerton sería el jefe de equipo para el proyecto. 
Lenaerts regresó a Lyons para trabajar en el proyecto, y Wilkes instruyó al ingeniero Derek Hemy de Lyons, que se encargaría de escribir los programas para LEO. 
La primera aplicación de negocios en llevarse a cabo fue la tasación de una panadería. Ésta fue inicialmente ejecutada como un programa de prueba el 5 de septiembre de 1951, y LEO se hizo cargo de los cálculos de tasación de las panaderías el 29 de noviembre de 1951.

## Especificaciones técnicas
La velocidad de reloj de LEO I era de 500 kHz, tardando 1.5 ms para ejecutar la mayoría de sus instrucciones. 
Para ser útil como aplicación de negocio tenía que ser capaz de manejar un cierto número de flujos de datos, de entrada y de salida, simultáneamente. 
Su diseñador,John Pinkerton, diseñó la máquina para tener múltiples buffers de entrada y salida. En un primer momento, estos fueron vinculados a las cintas perforadas. Más tarde, se agregaron otros dispositivos como la cinta magnética. 
Su ultrasónica memoria de líneas de retardo basada en tanques de mercurio, con 2K (2048) 35-bits palabra, era cuatro veces mayor que la de EDSAC. 
El análisis de los sistemas fue llevado a cabo por David Caminer.

## Aplicaciones y sucesores
La empresa Lyons usó LEO I inicialmente para evaluar puestos de trabajo, pero su papel fue ampliado hasta incluir nóminas, inventarios, etc. 
Una de sus primeras tareas fue la elaboración de pedidos diarios que las tiendas realizaban y también fue utilizado para calcular las necesidades de producción de cada día, instrucciones de montaje, plazos de entrega, facturas, cálculo de costos e informes de gestión. Esto, posiblemente, fue el primer ejemplo de un sistema integrado de gestión de la información, además de un centro de llamadas informatizada. 
El proyecto LEO también fue un pionero en la externalización. En 1956, Lyons comenzó a llevar los cálculos de las nóminas de la empresa de Ford (Reino Unido) y otras empresas con la máquina LEO I.
El éxito que obtuvo llevó a la compañía a dedicar una de sus máquinas, LEO II a la oficina de servicios. Más tarde, el sistema se utilizó para los cálculos científicos. Met Office (Servicio Meteorológico Nacional del Reino Unido) trabajó con LEO I antes de comprar su propia computadora, Ferranti Mercury. 
En 1954, con la decisión de avanzar con LEO II y el interés de otras empresas comerciales, Lyons formó LEO Computers Ltd. 
La primera computadora LEO III fue completada en 1961. Se trataba de una máquina de estado sólido con una memoria de núcleo de ferrita. Estaba micro-programada y era controlada por un sistema operativo multitarea. 
En 1963 LEO Computers Ltd se fusionó con English Electric Company y se produjo la ruptura del equipo que había inspirado LEO Computers. English Electric Company siguió construyendo LEO III, y consiguieron construir la computadora LEO más rápida, la LEO 360, y modelos aún más rápidos que ésta, que habían sido diseñados por el equipo LEO antes de la adquisición. 
Todas las computadoras LEO III permitían ejecuciones simultáneas de hasta 12 programas a través del programa maestro del sistema operativo. 
Algunos LEO III todavía estaban en uso comercial en British Telecom hasta 1981. Algunos usuarios recuerdan con cariño las computadoras LEO III y se entusiasman con algunas de sus peculiares características, tales como tener un altavoz conectado a la unidad central de proceso que permitía a los operadores saber si un programa era un bucle por el sonido distintivo que emitía.